# Центр протидії корупції
Центр протидії корупції (ЦПК) — українська громадська організація, створена у 2012 році українським громадським діячем, головою правління організації Віталієм Шабуніним та виконавчим директором ЦПК Дар'єю Каленюк. Організація фінансується завдяки підтримці міжнародних донорів.

## Опис
Напрямки діяльності організації: розробка та адвокатування законопроєктів, ініціювання розгляду законів про Національне антикорупційне бюро України, контроль над держзакупівлями, виявлення та запобігання корупційних схем під час закупівлі ліків, контроль над держзакупівлями, створення відкритого держреєстру бенефіціарних власників юридичних осіб та відкриття доступу до реєстрів майна, запуск системи електронного декларування.

## Історія
Громадську організацію у 2012 році заснували голова правління ЦПК Віталій Шабунін та виконавчий директор ЦПК Дар'я Каленюк.
Перший рік члени команди працювали на волонтерських засадах, із 2013 організація почала отримувати фінансування. З 2013 року ЦПК отримав фінансування від ряду донорів, серед яких:
- Проєкти міжнародної технічної допомоги уряду США та Фундації Відкритого Суспільства

- Європейський Союз Проєкт МАТРА посольства Нідерландів
- Посольство Великої Британії
- Міністерство закордонних справ Чеської Республіки
- Глобальний фонд через Всеукраїнську благодійну організацію «Всеукраїнська мережа людей, які живуть з ВІЛ/СНІД»

Організацію підтримають і звичайні громадяни України, перераховуючи свої пожертви на реалізацію проєктів ЦПК.
У 2016 ЦПК разом з Національним університетом «Києво-Могилянська академія», ТІ Україна та Києво-Могилянською Фундацією в Америці заснували Міждисциплінарний науково-дослідницький центр протидії корупції.
У січні 2018 Центр подав судовий позов проти Уряду України за не звільнення звинуваченого у корупції Романа Насірова.

## Справи

### Справа рюкзаків Авакова
Центр протидії корупції оскаржує закриття «справи рюкзаків» щодо сина міністра внутрішніх справ Олександра Авакова та екс-заступника міністра Сергія Чеботаря.

### Засекречення декларацій СБУ
ЦПК з 2017 року судиться зі Службою безпеки України через засекречення декларацій їхнього керівництва.

### «Плівки Вовка»
ЦПК вимагає відставки Павла Вовка з посади голови Окружного адміністративного суду міста Києва (ОАСК). ЦПК також вважає, що необхідно розпустити ОАСК через низьку довіру до справедливості винесених у цьому суді рішень та передати його справи іншим судам.

## Кримінальні справи проти ЦПК

### Справа ГПУ 2016
У березні 2016 ГПУ відкрила кримінальну справу і почала досудове розслідування щодо діяльності організації.
Офіційною причиною виявилося звернення депутатів до ГПУ про проведення перевірки використання іноземної допомоги. У межах провадження ГПУ висунула в Печерському суді Києва вимоги про отримання ордера на вивчення фінансових документів Центру і отримала необхідне рішення. Керівництво Центру розцінило дії прокуратури та звинувачення Центру у причетності до розкрадання коштів на реформу ГПУ як тиск.
З приводу кримінальної справи, відкритої ГПУ у березні 2016, посол ЄС в Україні Ян Томбінський заявив, що «стурбований недавніми повідомленнями про розслідування з боку Генеральної прокуратури діяльності вельми шанованої неурядової організації, яка робить велику службу на користь державі в боротьбі з корупцією в Україні… ці рішення ГПУ викликають підозру щодо тиску на незалежних експертів, які критикують Генпрокуратуру».
У травні 2016 генпрокурор Юрій Луценко заявив, що «в матеріалах <…> немає підстав для кримінального провадження» і у червні закрив кримінальне провадження щодо організації «за відсутністю складу злочину».

### Справа ГПУ 2017
У травні 2017 депутат ВР України Павло Пинзеник (фракція Народний фронт) у відкритій заяві повідомив, що з 1.2 млн доларів США, отриманих Центром на сприяння боротьбі з корупцією, значні суми виводились на фізичних осіб-підприємців. За матеріалами цієї заяви у червні було розпочате кримінальне провадження.
У ЦПК вважають це провадження продовженням тиску на організацію і активізацією спроб заблокувати її роботу. Позов Віталія Шабуніна до Павла Пинзеника про захист власної ділової репутації Печерський райсуд Києва відхилив. 30 січня 2018 Апеляційний суд міста Києва визнав недостовірною інформацію, поширену нардепом Павлом Пинзеником.
8 травня 2018 року Верховний Суд України скасував ухвалу Апеляційного суду міста Києва і відмовив Центру протидії корупції у спростуванні інформації про можливі зловживання з боку ЦПК грантовими засобами, отриманими з-за кордону.

## Критика
15 липня 2017 року на сайті FoxNews у розділі Opinion була оприлюднена колонка Адама Ерелі, у минулому посла США та заступника речника Держдепартаменту, у якій йшлося про корупцію в Україні. У статті йшлося зокрема про те, що ЦПК «підозрюють у нецільовому використанні виділених програмами США грантових коштів, а членів Центру — у незаконному збагаченні за рахунок грошей американських платників податків».

## Викриті спроби дискредитації
У травні 2017 року на Youtube з'явився ролик, нібито американського каналу News24, в якому ведучий розповідає про розслідування фінансових махінацій керівника Центру протидії корупції Віталія Шабуніна. Виявилося, що ведучий «теленовин» — актор Майкл Джон Вульф, що раніше вже брав участь у записі телевізійних сюжетів у різних амплуа, зокрема кухаря та фітнес-тренера.